# Timbres d'Espagne 2007
 (novembre 2024).
Cet article recense les timbres d'Espagne émis en 2007 par Correos, la poste espagnole.

## Généralités
Les émissions portent la mention « España Correos » et une valeur faciale libellée en euro (€).
L'imprimeur est la Real Casa de la Moneda (maison royale de la Monnaie) et est indiquée sur la marge du timbre sous la forme d'un « M » couronné, des sigles « RCM-FNMT » (Real Casa de la Moneda - Fábrica Nacional de Moneda y Timbre) et l'année d'émission pour les timbres du programme philatélique. La description des couleurs - lorsqu'elle est donnée par le site de Correos - utilise le nuancier de la société Pantone.

### Tarifs
Les tarifs en vigueur sont ceux de janvier 2007. Voici les affranchissements réalisables avec un des timbres, blocs ou carnets émis en 2007.
Le régime intérieur rassemble l'Espagne continentale et les îles Baléares. Les autres territoires desservis par Correos (îles Canaries, Ceuta, Melilla) ont des tarifs spécifiques à partir de certains échelons de poids : cela permet des tarifs moins chers pour le courrier avec l'Espagne continentale, compensé par un surcoût pour les envois locaux pesants. Ce principe vaut également pour le courrier envoyé vers la principauté d'Andorre dont Correos est une des deux administrations postales avec La Poste française.
Tarifs intérieurs :
- 0,30 € ou « A » : lettre normalisée de moins de 20 grammes.
- 0,39 € : lettre de moins de 20 grammes.
- 0,42 € : lettre de 20 à 50 grammes.
- 2,43 € : lettre recommandée (certificadas) normalisée de moins de 20 grammes.
- 2,49 € : lettre urgente (urgente) normalisée de moins de 20 grammes envoyée à l'intérieur de la zone de l'Espagne continentale et des Baléares.

Le régime international est réparti en deux zones. La zone 1 comprend l'Europe et la zone 2 le reste du monde. Au départ de l'Espagne continentale et des Baléares, les envois de plus de 50 grammes bénéficient d'un tarif plus bas vers les pays non membres de l'Union européenne.
Tarifs vers l'étranger :
- 0,58 € : lettre de moins de 20 grammes vers la zone 1.
- 0,78 € : lettre de moins de 20 grammes vers la zone 2.
- 3,90 € (carnet de dix) : lettre recommandée (certificadas) de 20 à 50 grammes vers la zone 2.

## Légende
Pour chaque timbre, le texte rapporte les informations suivantes :
- date d'émission, valeur faciale et description,
- formes de vente,
- artistes concepteurs et genèse du projet,
- manifestation premier jour,
- date de retrait, tirage et chiffres de vente,

ainsi que les informations utiles pour une émission donnée.

## Janvier

### Jouets
Le 2 janvier, comme en janvier 2006, est émis un carnet de huit timbres autocollants représentant des jouets anciens (juguetes antiguos). Ils portent une valeur faciale à validité permanente exprimée par la lettre « A ». Plusieurs des jouets sont choisis pour mettre en valeur des musées espagnols de jouets. Sur la partie gauche du carnet, le tricycle (triciclo) est exposé au musée d'Albarracín ; celui du jouet de Catalogne à Figueres fournit le bus à impériale (autobús) ; la poussette (caprito) en bois est conservé au Musée des Beaux-Arts et des coutumes populaires de Séville et l'hydravion multicolore de la Fondation Raquel Chaves de Vigo. Pour le côté gauche, le train (tren) du musée de la Joguina de San Feliú de Guíxols voisine avec un jeu de quilles (juego de bolos) du musée des joueuts de Dénia. En dessous, le jeu permettant de constituer une imprimerie (imprentilla) est conservé au musée de la Jugueta de Sa Pobla à Majorque. La voiture des pompiers (coche de bomberos) provient du Fundació Museu Valencià del Joguet d'Ibi.
Les timbres de 3,5 × 2,45 cm sont imprimés en offset en un carnet de huit.

### Usage courant: Juan Carlos Ier
Le 13 janvier, sont émis quatre timbres d'usage courant (Serie básica) à l'effigie du roi Juan Carlos Ier, photographié en costume de ville. Le portrait est en couleur uni sur fond blanc, avec une couronne et une valeur faciale de couleur or (Pantone-Or, les couleurs sont données par Correos d'après le nuancier de la société Pantone). Le 0,30 € est imprimé en bleu (P-Reflex Blue), le 0,58 € en vert (P-575), le 2,43 € en rouge-orange (P-167) et le 2,49 € en mauve (P-674).
Les timbres de 2,488 × 2,88 cm sont imprimés en héliogravure en feuille de quatre-vingts exemplaires. Ils sont dentelés 12¾ × 13¼.

### Flore et faune
Le 20 janvier, dans la série Flore et faune (Flora y fauna), sont émis deux carnets de dix timbres autocollants. Le 0,30 € représente un oiseau, le huppe fasciée (Upupa epops, abubilla en castillan), et le 0,39 € une rose (Rosa).
Les deux timbres sont émis en carnets de dix timbres autocollants à dentelure simulée. Ils mesurent 2,45 × 3,5 cm. Les carnets sont conditionnés en paquets de cent.

### Hommage au maître
Le 23 janvier, est émis un timbre de 0,58 € en hommage au maître (Homenaje al maestro), c'est-à-dire aux  enseignants. Derrière le dessin simplifié d'une salle de classe, un maître, livre ouvert, fait émerger derrière lui sur le tableau noir : des formules mathématiques, un bateau à voile, un perroquet,...
Le dessin est signé M. Escobar. Le timbre de 4,09 × 2,88 cm est imprimé en offset en feuille de vingt exemplaires.

### Quotidiens centenaires:Las Provincias
Le 31 janvier, dans la série des Quotidiens centenaires (Diarios centenarios), est émis un timbre de 0,42 € pour le 140e anniversaire de Las Provincias, journal de Valence dont le premier numéro paraît le 31 janvier 1866. L'illustration est la photographie de la « une » du journal plié en quatre.
La photographie est reproduite sur un timbre de 4,09 × 2,88 cm imprimé en héliogravure et en feuille de cinquante.
Le tirage est d'un million d'exemplaires.

## Février

### Science: chimie et astronomie
Le 2 février, sont émis deux timbres autocollants de 0,30 € et 0,42 € sur deux sciences. Le 0,30 € reproduit sous forme de polygones de couleurs unies le tableau périodique des éléments nommé d'après Dmitri Mendeleïev (Tabla periódica de elementos de Mendeléiev). Sur le thème de l'astronomie, le 0,42 € célèbre les 425 ans du calendrier grégorien (425° aniversario del calendario gregoriano) créés par des travaux dirigés par le jésuite allemand Christophorus Clavius à l'initiative du pape Grégoire XIII, au XVIe siècle. Le timbre présente la photographie d'une sphère armillaire copernicienne, une modélisation du système solaire.
Le timbre de 0,30 € est dessiné par J. García Martínez et la photographie du 0,42 € est fournie par l'Observatoire astronomique nationale d'Espagne (O.A.N. en bas du timbre). Les deux timbres de 2,88 × 4,09 cm sont imprimés en offset en feuille de vingt exemplaires.

### Institut d'Estudis Catalans: IECentanys 1907-2007
Le 5 février, est émis un timbre commémoratif de 0,30 € pour le centenaire de l'Institut d'Estudis Catalans chargé par son initiateur Enric Prat de la Riba, d'étudier et de protéger le patrimoine culturel catalan. Sur la gauche du timbre, les armes de l'IEC voisine avec, à droite, une photographie du cloître du siège de l'institut à l'intérieur de Casa de Convalescencia, à Barcelone.
Le timbre de 4,09 × 2,88 cm est imprimé en héliogravure en feuille de cinquante.
Le tirage est d'un million de timbres.

### Desafío Español, challenger de la32eCoupe de l'America
Le 8 février, à l'occasion de la Coupe Louis Vuitton 2007 d'avril à juin et du match de la 32e Coupe de l'America 2007 en juin à Valence, est émis un timbre de 0,30 € en l'honneur du syndicat espagnol Desafío Español 2007, représenté sur son voilier en pleine course.
Le timbre de 4,09 × 2,88 cm est imprimé en héliogravure en feuille de cinquante unités.
Le tirage est d'un million de timbres.

### Sciences de la terre et de l'univers: cartographie topographique et centre astronomique de Yebes
Le 16 février, dans la série des Sciences de la terre et de l'univers (Ciencias de la terra y del universo), sont émis deux timbres autocollants de 0,30 € et de 0,78 €. Le premier reproduit un extrait de carte topographique représentant le lac de retenue du barrage de Rosarito. L'appellation cartografía básica provient d'une loi espagnole de 1986 qui distingue également les cartes d'après les informations qu'elles portent : il existe ainsi les cartes dérivées et les cartes thématiques. Le 0,78 € est un montage d'une photographie d'un radiotélescope de Yebes dans la province de Guadalajara, à l'est de Madrid, et d'un cliché réalisé par cette installation.
Les deux timbres autocollants de 4,09 × 2,88 cm sont imprimés en offset en feuille de vingt. 

## Mars

### Arbres monumentaux: pin de Fuentepiña àMoguer(Huelva)
Le 5 mars, dans la série Arbres monumentaux (Árboles monumentales), est émis un timbre de 0,78 € reproduisant un paysage rural de Moguer, dans la province de Huelva, dans l'est de l'Andalousie. Au premier plan, se dresse le pin de Fuentepiña (pino de Fuentepiña), qui se trouve sur le terrain de maison du même nom, propriété de l'écrivain Juan Ramón Jiménez, né à Moguer. L'arbre, haut de 19,5 mètres, est un élément du décor dans des œuvres de celui qui reçut le prix Nobel de littérature en 1956. L'arbre est classé comme « bien d'intérêt culturel : site historique » par la Junta d'Andalousie (Bien de Interés Cultural : Sitio Histórico).
La photographie est mise en page sur un timbre de 4,09 × 2,88 cm imprimé en héliogravure en feuille de cinquante.
Le tirage est de 600 000 exemplaires.

### Archéologie
Le 8 mars, sont émis deux timbres de 0,30 € dans la série Archéologie (arqueológica) reproduisant des photographies de vestiges romain. Le premier timbre présente une mosaïque retrouvée dans la villa de La Olmeda (Villa romana de La Olmeda), aujourd'hui à Pedrosa de la Vega dans la province de Palencia, en Castille-et-León ; l'œuvre est un extrait de l'épisode où Ulysse découvre Achille déguisé en femme et caché dans le gynécée de Lycomède, à Skyros, île de la mer Égée. Le second timbre est une vue des ruines  des thermes (termas romanas) de Campo Valdés, datées des premiers siècles après Jésus-Christ et découvertes en 1903 sur la plage de San Lorenzo, à Gijón, dans les Asturies.
Les photographies sont reproduites sur des timbres de 4,09 × 2,88 cm imprimés en héliogravure en feuille de cinquante.
Le tirage est d'un million de timbres pour chacun des deux types.

### 50eanniversairede la Communauté économique européenne
Le 23 mars, est émis un timbre de 0,58 € pour le cinquantenaire de la Communauté économique européenne (50 anniversario de la C.E.E.), créée par la signature le 25 mars 1957 du traité de Rome. Sur fond des douze étoiles du drapeau européen, une carte rappelle l'historique des adhésions à la CEE, devenue Communauté européenne et Union européenne en 1993. Si la carte est sommaire et comporte des erreurs de tracé, seule Chypre n'est pas représentée dans sa position géographique correcte, tout comme les îles Canaries, la seule des régions ultrapériphériques à être représentée puisqu'espagnole.
Le timbre de 2,88 × 4,09 cm est imprimé en héliogravure en feuille de cinquante exemplaires.
Le tirage est d'un million de timbres.

## Avril

### Canari et violette
Le 2 avril, dans la série d'usage courant Flore et faune (Flora y fauna), sont émis deux timbres autocollants de 0,30 € et 0,42 €. Le 0,30 € est illustré d'un serin des Canaries (ou canari, Serinus canaria) posé sur une branche. Le 0,42 € présente la fleur d'une violette. L'oiseau et la fleur sont disposés sur un fond blanc.
Les deux timbres autocollants mesurent 2,45 × 3,5 cm et sont imprimés en offset. Ils sont conditionnés en talons de dix planches de dix timbres chacune, soit cent timbres. Ils disposent d'une dentelure simulée pour faciliter le décollement.

### Movida madrilène
Le 13 avril, est émis un bloc d'un timbre commémoratif de 0,30 € pour les 25 ans du mouvement culturel de la Movida apparu à Madrid (Movida madrileña) avant de toucher l'ensemble de la scène créative espagnole, dans les années 1980 pendant la transition démocratique. Sur le bloc est retranscrit une partie de l'arrêté du 3 février 1982 du maire Enrique Tierno Galván, qui marque le début institutionnel du mouvement. Le texte est imprimé en saumon sur un fond magenta, les éléments du blason de Madrid : un ours les deux pattes avant contre un arbre.
Le timbre de 4,09 × 2,88 cm est inclus dans un bloc imprimé en héliogravure.
Le tirage est de 500 000 blocs numérotés.

### Exfilna 2007

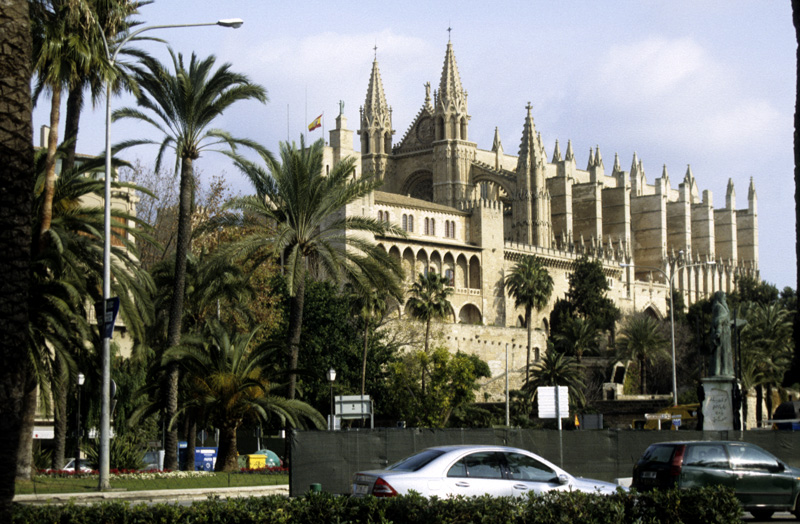
La cathédrale dans une perspective proche, mais sans l'altitude prise par le concepteur du timbre.

Le 16 avril, est émis un bloc d'un timbre de 2,43 € à l'occasion d'Exfilna 2007, la 45e exposition philatélique nationale, organisée à Palma de Majorque du 16 au 22 avril 2007. L'illustration en bleu sur fond blanc représente une vue extérieure de la cathédrale Notre-Dame, construite entre 1229 et 1346. Le reste du bloc est une vue photographique des hauteurs de la cathédrale dans une perspective identique au timbre.
Le timbre de 4,09 × 2,88 cm est imprimé en offset et en taille-douce.
Le tirage est de 500 000 blocs numérotés.

### Europa: scoutisme
Le 23 avril, dans le cadre de l'émission Europa, est émis un timbre de 0,50 € sur le thème commun de 2007 : le scoutisme. Le timbre reproduit l'affiche officielle du centenaire de ce mouvement, avec le slogan en castillan : « Un Mundo Una Promesa » (« un monde, une promesse » d'après l'affiche en français).
Le timbre de 2,88 × 4,09 cm est imprimé en héliogravure en feuille de cinquante unités.
Le tirage est d'un million de timbres.

### Architecture

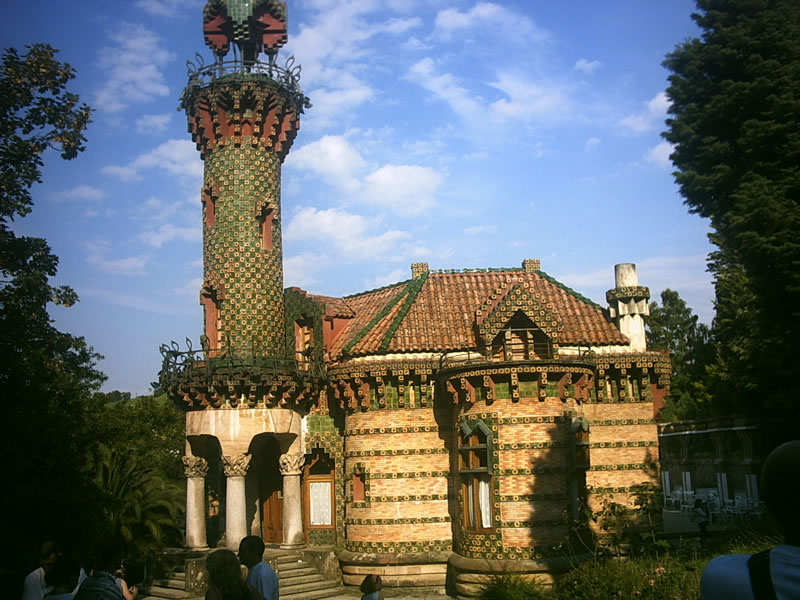
El Capricho.

Le 26 avril, dans la série Architecture (Arquitectura), sont émis six timbres sur des bâtiments et des constructions espagnols. Datent de la fin du XIXe siècle, la maison El Capricho (0,39 €), le marché de Santa Catarina (0,42 €), le pont de Biscaye (0,58 €) et la Casa Lis (2,49 €). Par contre, les deux autres timbres sont illustrés de constructions du XXIe siècle : la chapelle de Valleacerón (0,30 €) et un terminal d'aéroport (0,78 €).
Première dans l'ordre des valeurs faciales, la chapelle contemporaine de Valleacerón du 0,30 €  à Almadenejos date ainsi de 2000 et est l'œuvre des architectes Sol Madridejos et Juan Carlos Sancho Osinaga, en utilisant l'idée de pliage. 
Construite à Comillas de 1883 à 1885, la maison El Capricho est une maison de vacances, une des premières réalisations de Antoni Gaudí. L'architecte Cristóbal Cascante Colom dirigea l'édification de cette bâtisse de Cantabrie. Le timbre de 0,39 € est monocolore rouge.
Le 0,42 € présente une vue aérienne oblique de la façade et du toit ondulé fait de céramiques de marché de Santa Caterina de Barcelone. Le lieu de commerce de 1848 est rénové en 2005 par Enric Miralles et Benedetta Tagliabue. Les nuances de gris du timbre de 0,58 € rappellent l'ancienneté du pont de Biscaye, pont transbordeur reliant Getxo et Portugalete depuis 1893, en Biscaye. Sur le timbre, un bateau à voile passe sous le pont tandis que la nacelle se trouve à gauche. Il est une création de l'ingénieur Alberto de Palacio et de Ferdinand Arnodin.
La photographie du 0,78 € présente l'intérieur du terminal 4 de l'aéroport de Madrid-Barajas, ouvert en 2006. Dessiné par Antonio Lamela et Richard Rogers, il est doté d'un toit en bambou et de structures en acier et en verre. Enfin, le 2,49 € est une vue de la façade de la Casa Lis, construite en 1905 à Salamanque par Joaquín Vargas, actuel Musée d'art nouveau et d'art déco.
Les timbres mesurent 2,88 × 4,09 cm. L'impression est réalisée en héliogravure, sauf pour « El Capricho » et « Pont de Biscaye » qui sont en taille-douce. Chaque feuille comprend cinquante timbres d'un des six types.
Le tirage est d'un million de chacun des timbres.

### Juvenia 2007

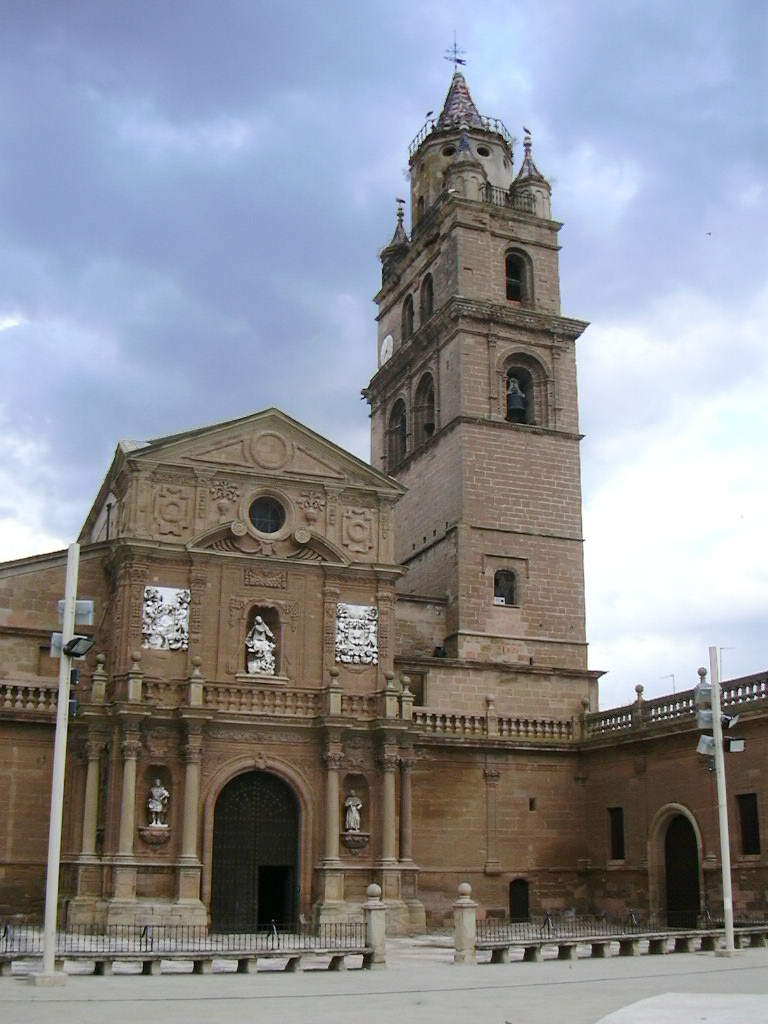
La cathédrale Santa María, représentée sur la droite du timbre.

Le 28 avril, est émis un timbre de 0,30 € à l'occasion de Juvenia 2007, exposition philatélique dont les participants et le public visé sont des jeunes (Exposición Nacional de Filatelia Juvenil), organisée du 28 avril au 5 mai 2007 à Calahorra, dont un panorama dessiné en noir et blanc illustre le timbre. Sur la droite, est reconnaissable la cathédrale Santa María.
Le timbre de 4,09 × 2,88 cm est imprimé en héliogravure en feuille de cinquante.
Le tirage est d'un million d'exemplaires.

## Mai

### Journée du timbre: le monde associatif philatélique espagnol
Le 7 mai, pour la Journée du timbre (Día del sello), est émis un timbre autocollant de 0,30 € en l'honneur du milieu associatif philatélique espagnol (el asociacionismo filatélico español). L'illustration présente des personnages créés par ordinateur, tous en rondeurs, qui regardent un timbre fictif espagnol sur lequel est visible l'archipel des îles Canaries.
Le timbre de 2,88 × 4,09 cm est imprimé en offset en feuille de vingt exemplaires.

### El Cantar del Mío Cid
Le 9 mai, est émis un timbre autocollant de 0,30 € pour le septième centenaire de la première mise à l'écrit connue du poème du Cid (El Cantar del Mío Cid) par Per Abbat en 1207. Ce texte est la plus ancienne chanson de geste conservée dans la littérature espagnole. Sur un fond rose, les premiers vers du poème sont cités en orange, avec par-dessus le titre de l'œuvre et une main tenant une plume. L'extrait est celui-ci :
« De los sos oyos tan fuerte mientre lorando
tornava la cabeça y estava los catando.
Vio puertas abiertas e uços sin cañados,
alcandaras vazias sin pielles e sin mantos
e sin falcones e sin adtores mudados.
Sospiro mio Çid ca mucho avie grandes cuidados. »
Le timbre est réalisé par J.I. Chillón. Mesurant 4,09 × 2,88 cm, il est imprimé en offset en feuille de vingt.

### 25eanniversairede la loi organisque de la Cour des comptes 1982-2007
Le 12 mai, est émis un timbre commémoratif de 0,30 € pour le 25e anniversaire de la loi organique créant la Cour des comptes (XXV° anniversario Ley orgániva Tribunal de Cuentas), votée par les Cortes Generales le 12 mai 1982. L'institution est l'héritière d'institutions apparues, pour la plus ancienne, sous le règne du roi Jean II de Castille au XVe siècle. La façade du palais de la Cour des comptes, rue Fuencarral à Madrid, orne le timbre.
Le timbre de 2,88 × 4,09 cm est imprimé en héliogravure en feuille de cinquante exemplaires gommés.
Le tirage est d'un million de timbres.

### Valeurs civiques
Le 16 mai, sont émis quatre timbres dont les illustrations géométriques rappellent des valeurs civiques. « Pour l'intégration et contre le racisme » (Por la integración y contra el racismo), le 0,30 € est orné d'un personnage géométrique en deux couleurs (rouge et bleu clair) et d'un slogan : « somos diferentes somos iguales » en noir et blanc (nous sommes différents, nous sommes égaux). Le 0,39 € se consacre à la lutte de violence à l'école : des élèves des deux sexes font face à un livre ouvert ; le slogan est « T@d@s compañeros contra la vilencia escolar » (tous unis contre la violence scolaire). Le don d'organe (Donación de órganos) est l'objet du 0,58 € avec un chirurgien qui transplante un nouveau bras à un patient. D'un graphisme proche du 0,30 €, le 0,58 € relie un demi-personnage masculin et la moitié d'un personnage féminin avec un signe égal pour évoquer l'égalité des sexes (Igualad de sexos).
Les timbres de lé série mesurent 2,88 × 4,09 cm et sont imprimés en héliogravure en feuille de cinquante exemplaires gommés.
Les tirages sont de trois millions de timbres de 0,30 et 0,58 €, un million pour les 0,39 et 0,78 €.

## Juin

### Mycologie:Amanita muscariaetTricholoma equestre
Le 1er juin, sont émis deux timbres mycologiques illustré d'une photographie de champignons : le Tricholome équestre et l'Amanita muscaria (0,78 €, ou amanite tue-mouches). Les deux sont considérés comme toxiques pour l'être humain.
Les timbres gommés de 2,88 × 4,09 cm sont imprimés en héliogravure en feuille de cinquante unités.
Le tirage est d'un million de chacun des timbres.

### Carmen Conde et Rosa Chacel
Le 4 juin, sont émis deux timbres de 2,49 € honorant deux écrivaines espagnoles. Fondatrice avec son époux Antonio Oliver Belmás de l’université populaire de Carthagène, Carmen Conde (1907-1996) est la première femme à devenir membre de l'Académie royale espagnole. Rosa Chacel (1898-1994) a vécu dans plusieurs pays avec son mari, le peintre Timoteo Pérez Rubio, à cause notamment de la guerre civile. Chaque timbre, blanc, porte une photographie de l'auteur tournée vers la gauche ; leur nom inscrit de ce côté-là. Celui de Rosa Chancel de décorations orange.
Les timbres gommés de 4,09 × 2,88 cm sont imprimés en taille-douce en feuille de cinquante exemplaires.
Le tirage est de six cent mille exemplaires de chacun des deux timbres.

### Real Betis Balompié 1907-2007
Le 14 juin, est émis un timbre commémoratif de 0,78 € à l'occasion du centenaire du club de football de Séville, le Real Betis Balompié, issu de la fusion en 1914 d'un club étudiant Séville Balompié créé en 1907 et du Betis FC. L'illustration sur fond blanc juxtapose trois logotypes du premier club andalou à avoir accédé à la première division espagnole.
Le timbre gommé de 4,09 × 2,88 cm est imprimé en héliogravure en feuille de cinquante exemplaires.
Le tirage est de six cent mille timbres.

### Couronnement canonique de la très sainte Marie de la O - Séville

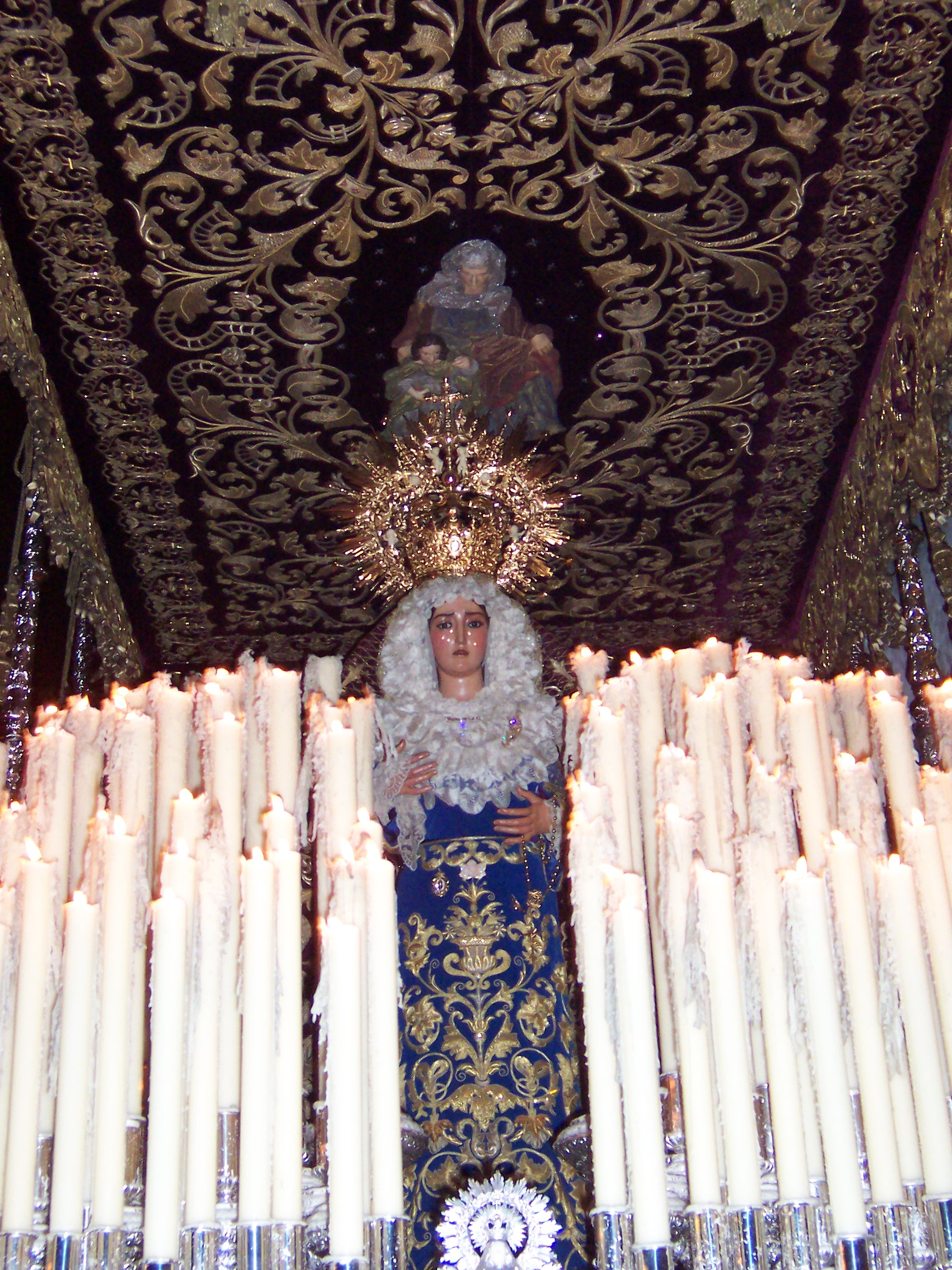
Vue de l'ensemble de la statue de la Vierge de la O, dont le visage est repris sur le timbre.

Le 16 juin, est émis un timbre de 0,30 € le jour de la cérémonie du couronnement canonique de la très sainte Marie de la O (Coronación Canónica de María Santíssima de la O. Sevilla), une des confréries catholiques de Séville. Ce culte marial, organisé dans le quartier de Triana, est illustré par une photographie du visage de la statue de la Vierge de la O, sur fond blanc. Sculptée par le Sévillan Antonio Castillo Lastrucci (es) en 1937, Marie apparaît en mère de douleur.
La photographie de la sculpture conservée dans la paroisse de Notre-Dame de la O est mise en page sur un timbre gommé de 2,88 × 4,09 cm, imprimé en héliogravure en feuille de cinquante.
Un million de timbres sont imprimés.

## Juillet

### Jacinthe et rossignol
Le 2 juillet, dans la série d'usage courant Flore et faune (Flora y fauna), sont émis deux timbres autocollants de 0,30 € représentant une jacinthe (Hyacinthus) et un rossignol philomèle (Luscinia megarhynchos).
Les deux timbres autocollants mesurent 2,45 × 3,5 cm et sont imprimés en offset. Ils sont conditionnés en talons de dix carnets de dix timbres, soit cent timbres. Ils disposent d'une dentelure simulée pour faciliter le décollement.

### Missions de paix. Forces armées d'Espagne
Le 4 juillet, est émis un timbre de 0,30 € en l'honneur des Forces armées d'Espagne participant depuis 1989 aux missions de paix (Misiones de Paz. Fuerzas Armadas de España) sous le couvert de l'Organisation des Nations unies. Le centre du timbre blanc est occupé par un planisphère sur lequel les continents sont bleu ciel, rappelant l'emblème de l'ONU. Sur la gauche, est reproduite la photographie de soldats espagnols portant le casque bleu de la Force de maintien de la paix des Nations unies.
Le timbre gommé de 7,47 × 2,88 cm est imprimé en héliogravure en feuille de quarante exemplaires dentelés 12¾ × 13¼.
Le tirage est d'un million de timbres.

### Exposition internationale de Saragosse 2008
Le 5 juillet, est émis un timbre autocollant de 0,58 € annonçant l'exposition internationale de Saragosse (Expo Zaragoza 2008) prévue du 14 juin au 14 septembre 2008. Le thème principal en est « l'eau et le développement durable ». Cela est rappelé sur le timbre par la mascotte Fluvi et le logotype dessinés à partir de deux gouttes d'eau.
Le personnage créé par Sergi López Jordana et le logotype sont mis en page sur un timbre autocollant de 4,09 × 2,88 cm. Il est imprimé en offset en feuille de vingt.

### Al Filo de lo Imposible
Le 12 juillet, est émis un bloc de six timbres et six vignettes dentelées formant six photographies issues de l'émission documentaire de la première chaîne de la TVE, Al Filo de lo Imposible. Les images sont choisies parmi des expéditions en Arctique et en Antarctique. Les valeurs des timbres sont 0,30 €, 0,39 €, 0,42 €, 0,58 €, 0,78 € et 2,43 €.
Les timbres gommés mesurent 2,88 × 4,09 cm et sont imprimés en héliogravure.
500 000 blocs ont été tirés.

### Nature
Le 19 juillet, dans la série Nature (Naturaleza), sont émis deux timbres de 0,30 € sur deux parcs naturels espagnols. Le Parc naturel de La Albufera (typographé « L’ALBUFERA » sur le timbre) est constitué autour d'un lac dans la Communauté valencienne. Le Parc naturel des lagunes de Ruidera (Parque natural de las Lagunas de Ruidera), en Castille-La Manche, est organisé autour de lagunes.
Les timbres gommés de 4,09 × 2,88 cm sont imprimés en héliogravure en feuille de cinquante.

## Septembre

### Phares
Le 6 septembre, est émis un bloc de six timbres reproduisant des photographies de phares maritimes espagnols : le phare de Punta del Hidalgo à La Laguna sur l'île de Tenerife (sur le 0,30 €), le phare de Cabo Mayor à Santander (0,39 €), le phare de Punta Almina à Ceuta (0,42 €), le phare de Melilla (0,58 €), le phare de Cabo de Palos en Murcie et le phare de Faro Gorliz en Biscaye.
Les photographies sont mises en page sur des timbres dentelés 133/4 mesurant 4,09 × 2,88 cm. Le bloc est imprimé en héliogravure.
Le tirage est de 500 000 blocs.

### Châteaux
Le 10 septembre, dans la série Châteaux, sont émis deux timbres de 2,49 € sur des châteaux d'Espagne, d'origine médiévale musulmane. Les dessins représentent le château d'Almenar et le château de Villena.
Les timbres de 4,09 × 2,88 cm, dentelés 133/4, sont imprimés en taille-douce en feuille de cinquante.
Le tirage est de 600 000 de chacun des timbres.

### Archéologie méditerranéenne
Le 13 septembre, dans le cadre d'une émission conjointe avec la Grèce, est émis un bloc de deux timbres représentant des photographies de deux statues du héros grec Asclépios. Sur la gauche du bloc, le timbre de 0,30 € montre toute la statue trouvée à Empúries, une des principales colonies grecques en Espagne. À droite, le timbre de 0,58 € se concentre sur le visage d'une statue conservée au Musée national archéologique d'Athènes.
Les photographies sont mises en page sur des timbres de 3,32 × 4,98 cm imprimés en héliogravure.
Le tirage est de 500 000 blocs.
Le bloc grec de deux timbres de 2,50 € est émis le 28 juin 2007 par Elta, la poste hellénique. Il est conçu par Myrsini Vardopoulou et imprimé en offset. 105 000 blocs sont tirés.

## Octobre

### Flore et faune
Le 1er octobre, dans la série Flore et faune (Flora y fauna), sont émis deux carnets de dix timbres autocollants de 0,30 € : un oiseau de l'espèce sirli ricoti (Chersophilus duponti) et la pâquerette (Bellis perennis) sur un fond vert en haut.
Les deux timbres sont émis en carnets de dix timbres autocollants à dentelure simulée. Ils mesurent 2,45 × 3,5 cm et sont imprimés en offset. Les carnets sont conditionnés en paquets de cent.

### El Adelantado de Segovia
Le 4 octobre, dans la série Quotidiens centenaires (diarios centenarios), est émis un timbre de 0,78 € sur l'El Adelantado de Segovia, publié à Ségovie depuis 1901. Sur un fond blanc, entouré des mentions en bleu, le journal plié en quatre est posé.
Le timbre gommé de 4,09 × 2,88 cm est imprimé en héliogravure en feuille de cinquante exemplaires dentelés 13¾
Le tirage est d'un million de timbres.

### Éducation pour tous
Le 11 octobre, dans le cadre de l'émission America des membres de l'Union postale des Amériques, de l'Espagne et du Portugal (UPAEP), est émis un timbre de 0,78 € sur le thème annuel commun : l'éducation pour tous. Sur un fond blanc, un jeu de cubes colorés est disposé pour former le nom du thème en castillan : educación para todos.
Le timbre gommé et dentelé 13¾ est imprimé en héliogravure en feuille de cinquante exemplaires de 4,09 × 2,88 cm.
Le tirage est de 600 000 timbres.

### Mode espagnole. Musée du costume
Le 18 octobre, à l'aide de pièces conservées au musée du Costume de Madrid (Museo del Traje), est émis un bloc de quatre timbres de 0,39 €, 0,42 €, 0,58 € et 0,78 € sur la mode espagnole (moda española). Chaque timbre présente une tenue féminine pour le jour créée par le couturier Cristóbal Balenciaga (1895-1972).
Les timbres de 2,88 × 4,98 cm sont gommés et dentelés 13¾. Ils sont imprimés en héliogravure en un bloc numéroté de quatre de chacun des types.
Cinq cent mille blocs sont tirés.

### Noël 2007
Le 31 octobre, sont émis deux timbres de Noël. Sur le 0,30 €, est représentée l'Épiphanie, d'après le retable sculpté par Damián Forment (1480-1540) et visible dans une des chapelles de la cathédrale Santa María de Huesca. Il s'agit de la scène de la visite de l'enfant Jésus par les Rois mages. Le timbre de 0,58 € reproduit une carte de Noël de l'illustrateur Joan Ferràndiz i Castells (1917-1997) : deux bonshommes (une fille tenant une étoile filante et un garçon tenant une branche de houx, deux éléments de décoration de fin d'année. Ils émergent d'une enveloppe, posée sur un fond rouge.
Les timbres autocollants de 4,09 × 2,88 cm sont imprimés en offset en feuille de vingt unités.

## Novembre

### Autoportraits
Le 5 novembre, sont émis deux timbres reproduisant deux autoportraits de Pedro Berruguete, peintre de la seconde moitié du XVe siècle sur le 0,39 €, et de Mariano Salvador Maella (XVIIIe – XIXe siècle) sur le 0,42 €.
Les peintures conservées dans des musées de Madrid (Musée Lázaro Galdiano pour le 0,39 € et Académie royale des Beaux-Arts de San Fernando pour le 0,42 €) sont mis en page sur fond blanc et légende rouge sur des timbres gommés de 2,88 × 4,09 cm imprimés en héliogravure.
Le tirage est d'un million de timbres de chacune des valeurs.

### Vitraux. Collection de la Banque d'Espagne
Le 9 novembre, est émis un bloc d'un timbre de 2,43 € reproduisant un des vitraux (vidrieras) créés par la Casa Maumejean Hermanos. L'œuvre, consacrée au travail métallurgique, fut réalisée par le verrier Alberto Martorell. Elle est installée dans le siège de la Banque d'Espagne (Banco de España).
Le bloc et le timbre gommé de 4,09 × 2,88 cm sont imprimés en offset et taille-douce.
Cinq cent mille blocs sont tirés.

### Sources
- Présentation des timbres émis en 2007 sur le site de Correos, la poste espagnole.